# Cirrocumulus floccus
Cirrocumulus floccus is een wolkensoort en is onderdeel van een internationaal systeem om wolken te classificeren naar eigenschap volgens de internationale wolkenclassificatie. Cirrocumulus floccus komt van het geslacht cirrocumulus, met als betekenis gestapelde haarlok en de term floccus betekent vlokvormig of wolvlok. Ze behoren tot de familie van hoge wolken.